# Jean Giono
Jean Giono, född 30 mars 1895 i Manosque i Alpes-de-Haute-Provence, död 8 oktober 1970 i Manosque, var en fransk författare av italiensk härkomst och känd för berättelser som utspelar sig i Provence i Frankrike.

## Liv och verk
Jean Giono föddes och levde hela sitt liv i Manosque i Basses-Alpes. Efter avslutade gymnasiestudier arbetade han som banktjänsteman och deltog sedan som soldat i första världskriget. År 1920 gifte han sig med en barndomsvän och fick två barn.
År 1930 lämnade han bankarbetet för att ägna sig åt författarskapet, efter framgången med sin andra roman Kullen (1929). Den bildar första delen i vad som kallas "Pan-trilogin", vilket anspelar på Pan och panteism. De två övriga delarna är Mannen från bergen och Vårvinden. Kända är också berättelserna Voyage en Italie och novellen Mannen som planterade träd (1953).
Mot slutet av 1900-talet röstades den historiska äventyrsromanen Husaren på taket (1951) fram till plats 31 på en fransk lista över århundradets 100 böcker enligt Le Monde. Historien har även bearbetats för film under samma titel som romanen i regi av Jean-Paul Rappeneau, med bland andra Juliette Binoche i en av de ledande rollerna. 
Flera av Gionos romaner har filmatiserats, bland andra Le Chant du monde av Marcel Camus 1965.
Giono är en av flera betydelsefulla litterära röster i landsmannen Pierre Michons essäsamling Le Roi vient quand il veut : propos sur la littérature (2007).

## Utmärkelser
Giono mottog 1953 Rainier III av Monacos litterära pris. Han blev 1963 invald i Monacos Conseil Littéraire och 1974 i Académie Goncourt.
Asteroiden 6519 Giono är uppkallad efter honom.

## Verk (urval)
- Colline (1929)
  - Kullen (roman) (övers. Jan Stolpe, Elisabeth Grate bokförlag, 2010)
- Un de Baumugnes (1929)
  - Mannen från bergen (roman) (övers. Jan Stolpe, Grate, 2013)
- Regain (1930)
  - Vårvinden (roman) (övers. Elisabeth och Pontus Grate, Atlantis, 2000)
- Le Chant du monde (1934)
- Que ma joie demeure (1936)
  - Må min glädje vara (roman) (övers Hugo Hultenberg, Ljus, 1944)
- Pour saluer Melville (1941)
  - Fallet Melville, essä (1942)
- Le hussard sur le toit (1951)
  - Husaren på taket (roman) (övers. Eva Lundquist, Bonnier, 1954)
- L'homme qui plantait des arbres (1953)
  - Mannen som planterade träd (novell) (övers Pontus Grate, Grate, 2006 och 2013)